# Fedor Zorkócy
Fedor Zorkócy (30. listopadu 1902 Sklabiňa – 21. října 1997 Martin) byl slovenský a československý poválečný poslanec Slovenské národní rady za Demokratickou stranu a poúnorový poslanec Národního shromáždění republiky Československé za Stranu slovenské obrody, která byla loajálním spojencem komunistického režimu.

## Biografie
Byl synem učitele a úředníka Bély Zorkócyho a po matce vnukem barvířského mistra Jána Lilgeho. Roku 1914 nastoupil na státní měšťanskou školu v Turčianském Svätém Martinu, v témže roce ale přešel na reálku do Žiliny. V letech 1921–1922 absolvoval na obchodní akademii v Bratislavě kurz s maturitou. Pracoval pak v pobočce Tatrabanky v Žilině, od roku 1926 byl vedoucím úředníkem Živnostenského úvěrového ústavu.
Už za první republiky byl veřejně i politicky aktivní. Byl funkcionářem Sokola. V meziválečné době i za války působil jako tajemník Klubu československých (pak slovenských) turistů a lyžařů v Turčianském Svätém Martinu. V letech 1933–1938 zastával funkci obvodního důvěrníka československých národních socialistů.
Za druhé světové války byl aktivní v odboji a podílel se na formování nesocialistického proudu slovenského odboje, z něhož se roku 1944 utvořila Demokratická strana. V Turčianském Svätém Martinu se okolo něj utvořila odbojová skupina, která navázala kontakty i s dalšími skupinami občanského odboje a podílela se na pomoci pronásledovaným osobám a na sabotážích. V roce 1944 se podílel na Slovenském národním povstání a byl místopředsedou revolučního Okresního národního výboru v Turčianském Svätém Martinu. Byl autorem mobilizační vyhlášky ONV v Turčianském Svätém Martinu a vojenským velitelem města.
Po osvobození se zapojil do činnosti Demokratické strany. Na základě výsledků parlamentních voleb roku 1946 byl zvolen do Slovenské národní rady. Po únorovém převratu se zapojil do budování Strany slovenské obrody jako loajálního spojence komunistického režimu. Ve volbách roku 1948 byl opět zvolen do Slovenské národní rady V SNR setrval do roku 1952.
V říjnu 1952 získal za Stranu slovenské obrody mandát v československém parlamentu ve volebním kraji Žilina jako náhradník poté, co rezignoval poslanec Ján Válek. V Národním shromáždění setrval do konce funkčního období, tedy do voleb do Národního shromáždění roku 1954.

### Vyznamenání
- Vyznamenání Za zásluhy o výstavbu, 1968, č. matriky 10993[10]